# Rhynchanthrax parvicornis
Rhynchanthrax parvicornis är en tvåvingeart som först beskrevs av Friedrich Hermann Loew 1869.  Rhynchanthrax parvicornis ingår i släktet Rhynchanthrax och familjen svävflugor. Inga underarter finns listade i Catalogue of Life.